# Raillicourt-Barbaise
Pour les articles homonymes, voir Raillicourt (homonymie).
Raillicourt-Barbaise est une ancienne commune française, située dans le département des Ardennes en région Grand Est. Elle a existé de 1974 à 1991.
En 1991 elle a été supprimée et les communes constituantes ont été rétablies.

## Histoire
Par arrêté préfectoral du 20 décembre 1974, la commune de Raillicourt-Barbaise est créée, le 1er septembre 1973, par la fusion des communes de Raillicourt et de Barbaise sous le statut d'une fusion-association. Raillicourt est le chef-lieu de la commune tandis que Barbaise est une commune associée.
Par arrêté préfectoral du 3 octobre 1990, la commune de Raillicourt-Barbaise est dissoute et supprimée, le 1er janvier 1991. Les communes constituantes, Raillicourt et Barbaise, sont rétablies.

## Politique et administration
| Période                                  | Période | Identité | Étiquette | Qualité |
| ---------------------------------------- | ------- | -------- | --------- | ------- |
| Les données manquantes sont à compléter. |         |          |           |         |
|                                          |         |          |           |         |

## Démographie
| 1975 | 1982 | 1990 |
| ---- | ---- | ---- |
| 216  | 288  | 315  |